# توني ماكولاي (منتج أسطوانات)
توني ماكولاي (بالإنجليزية: Tony Macaulay)‏ هو منتج أسطوانات وكاتب أغاني وملحن بريطاني، ولد في 21 أبريل 1944 في فولهام في المملكة المتحدة.

## وصلات خارجية
- الموقع الرسمي
- توني ماكولاي على موقع IMDb (الإنجليزية)
- توني ماكولاي على موقع ميوزك برينز (الإنجليزية)
- توني ماكولاي على موقع أول ميوزيك (الإنجليزية)
- توني ماكولاي على موقع ديسكوغز (الإنجليزية)
- توني ماكولاي على موقع ديسكوغز (الإنجليزية)